# Homare Kishimoto
Homare Kishimoto (jap. 岸本 誉, Kishimoto Homare, * 19. September 1980 in Myōkō) ist ein ehemaliger japanischer Skispringer.
Kishimoto gab sein internationales Debüt bei der Junioren-Weltmeisterschaft 1998 in St. Moritz, wo er mit dem Team die Silbermedaille gewann. Am 22. Januar 2000 gab er sein Debüt im Skisprung-Weltcup. Dabei blieb er jedoch in beiden Springen in Sapporo ohne Punktgewinn. Beim Sommer-Grand-Prix 2000 gewann er in Hakuba fünf Punkte und beendete den Grand Prix auf dem 53. Platz in der Gesamtwertung. Ab 2001 startete er im Skisprung-Continental-Cup, jedoch nur bei Springen in Japan. Dabei gelang ihm jeweils ein zweiter und ein dritter Platz. Seit 2003 ist Kishimoto nicht mehr aktiv.